# Alunar
Alunarul (Nucifraga caryocatactes), numit și nucar, nucșoară, gaiță de munte, gaiță alpină (subspecia siberiană macrorhynchos este numită în română alunar răsăritean, gaiță de munte cu cioc subțire, alunar cu cioc subțire, gaiță alpină cu cioc subțire), este o pasăre de munte, obișnuită în Carpați, din familia corvidelor, de mărimea unei gaițe, care se hrănește cu alune, ghindă, semințe de brad și cu insecte. Este o specie larg răspândită în zona boreală eurasiatică, însă preferă și munții din centrul și sud-estul Europei, nord-estul Asiei, Japonia, China și alte câteva țări central ori sud-asiatice. Este întâlnită în pădurile de conifere de la altitudine mare, iar în nord și în Rusia, în păduri de conifere din zone mai joase cu zâmbru și alun în apropiere. În general, este o specie sedentară, dar populațiile siberiene migrează în sudul continentului când nu găsesc hrană de-ajuns, adesea invadând regiunile calde și temperate din Europa de Vest, putând fi găsite în livezi, grădini, păduri și ferme din zona de câmpie. În România este o specie sedentară, întâlnită în pădurile de conifere din Carpați; toamna și iarna coboară după hrană și în cele de foioase (fag). Populația cuibăritoare din România este mare, în jur de 50.000-100.000 de perechi, acestea reprezentând alături de cele din Rusia cele mai mari populații din Europa. În Republica Moldova, alunarul este oaspete de iarnă, care apare în mod neregulat toamna târziu și în timpul iernii. Sunt descrise 4 subspecii. În România clocește subspecia Nucifraga caryocatactes caryocatactes, iarna, apare uneori subspecia siberiană Nucifraga caryocatactes macrorhynchos. Este o corvidă de talie medie, cu aripile destul de mari, coada scurtă și un penaj distinctiv pătat. Are o lungime de 32-34 cm și o greutate de 124-220 g; anvergura aripilor 52-58 cm. Longevitatea maximă este de 16 ani și 2 luni. Sexele sunt asemănătoare și nu se pot diferenția după penaj. Pasărea adultă are creștetul și ceafa intens brun-închise, mai închisă pe partea anterioară a creștetului. Laturile capului, gâtului și cea mai mare parte a penajului corpului sunt brun-închise, cu pete abundente de culoare albă, mai dense pe laturile capului, pete mai mari dar mai distanțate pe penele scapulare, piept și flancuri, care formează linii confluente albe. Târtița și tectricele supracaudale uniform colorate cu brun închis, partea posterioară a abdomenului și tectricele subcodale albe. Aripile  sunt negre lucioase, tectricele supraalare cu o pată foarte mică albă la vârf. Coada neagră lucioasă cu vârfurile penelor albe, acest alb este îngust pe perechea mijlocie a rectricelor, devenind treptat mai lat spre rectricele laterale, care sunt aproape în întregime albe de dedesubt. Irisul este brun închis; ciocul și picioarele negre. Are un strigăt puternic, "crî-crî-crî...". Este o specie teritorială și își apără un teritoriul de 8-12 hectare. Formează o pereche stabilă, monogamă, solitară, care rămâne împreună toată viața. Atinge maturitatea sexuală la vârsta de un an. Cuibul și-l  fac lângă trunchiuri, mai ales pe conifere, la înălțime destul de mare; seamănă cu cel al ciorilor. Acesta este construit din ramuri uscate, pământ, ramuri, mușchi și licheni, și este căptușit cu fire fine de iarbă, păr și pene. Depune începând din mijlocul lui martie până în aprilie o pontă formată din 2-5 ouă fusiforme, netede, lucitoare, de culoare albă cu puncte verzui și cu dimensiunea de 34×25 mm, care sunt clocite de ambii părinți pentru 18-19 zile. Puii sunt nidicoli și sunt hrăniți de ambii părinți; părăsesc cuibul la 21-28 de zile de la eclozare; mai continuă însă să depindă de adulți încă 2-3 luni. O pereche scoate un singur rând de pui pe an. În afara sezonului de cuibărit perechile stau împreună tot anul, dar adesea, iarna, se adună în stoluri mai mari. Hrana preferată a adulților sunt semințele mari de conifere mai ales de pin, unde nu se găsesc pinii, specia se hrănește și cu alune, ghinde, castane sau jir. Se hrănește și cu păianjeni, melci, diferite insecte, ouă din cuibul altor păsări și chiar cu mamifere sau păsări de talie mică. Toamna își fac rezerve de semințe prin scorburi sau le îngroapă, pentru a avea provizii de iarnă. Având obiceiul să ascundă semințele pentru a avea rezerve, contribuie la răspândirea coniferelor, stejarului, fagului și alunului.

## Taxonomie și subspecii
În prezent sunt recunoscute patru subspecii ale speciei Nucifraga caryocatactes: caryocatactes, macrorhynchos, japonica și rothschildi. Până nu demult în această specie erau incluse și alte 5 subspecii (hemispila, macella, interdicta, owstoni și multipunctata), care în prezent au fost grupate în 2 specii: Nucifraga hemispila (subspecii N. h. hemispila, N. h. macella, N. h. interdicta, N. h. owstoni) și Nucifraga multipunctata.
- Nucifraga caryocatactes caryocatactes (Linnaeus, 1758) - subspecia nominată, cuibărește în Europa (din sudul Fenoscandiei spre sud până în sud-estul Franței, nordul Italiei, Bulgaria și nordul Greciei, spre est până în Munții Ural). Două populații ale subspeciei nominate au fost separate în subspecii pe baza unor diferențe minore și ar fi mai bine de tratat ca sinonime ale ei: Nucifraga caryocatactes wolfi (în Balcani) și Nucifraga caryocatactes relicta (din Germania spre sud până în Serbia). Subspecia nominată intergradează cu subspecia macrorhynchos în Ural.[11][12][14]
- Nucifraga caryocatactes macrorhynchos C. L. Brehm, 1823 - subspecia siberiană (alunar răsăritean, gaiță de munte cu cioc subțire, alunar cu cioc subțire, gaiță alpină cu cioc subțire), cuibărește în Siberia, din Munții Ural spre est până la raionul Anadîr, Kamceatka și Sahalin, spre sud până în Altai, nordul Mongoliei, nord-estul Chinei și Coreea. Subspeciile propuse din Asia, Nucifraga caryocatactes kamchatkensis (în Kamceatka), Nucifraga caryocatactes altaicus (în sudul Altaiului) și Nucifraga caryocatactes sassii (în regiunea lacului Baikal) sunt incluse în subspecia macrorhynchos.[11][12][14]
- Nucifraga caryocatactes japonica E. J. O. Hartert, 1897 - cuibărește în sudul și centrul Insulelor Kurile și nordul Japoniei (Hokkaido, Honshu și Kyushu).[11][12][14]
- Nucifraga caryocatactes rothschildi E. J. O. Hartert, 1903 - cuibărește în Tian-Șan din sud-estul Kazahstanului (în Alataul Djungarian) spre sud până în centrul Kârgâzstanului (în Alataul Talasian) și extremul nord-vestic al Chinei (în vestul Sinkiangului).[11][12][14]

Patru subspecii care până nu demult erau incluse în specia Nucifraga caryocatactes în prezent sunt incluse în specia Nucifraga hemispila (alunarul sudic):
- Nucifraga hemispila hemispila Vigors, 1831 (sin. Nucifraga caryocatactes hemispila) - cuibărește în Himalaia din vestul Himachal Pradeshului (Chambal) și estul și sudul lanțului de munți Pir Panjal până în Nepal și nordul Indiei (Darjeeling).[11][12][14]
- Nucifraga hemispila macella Thayer & Bangs, 1909 (sin. Nucifraga caryocatactes macella) - cuibărește în estul Himalaiei din estul Nepalului și Sikkim spre est până în nord-estul Indiei (Arunachal Pradesh), nordul Myanmarului și sudul și centrul Chinei (munții Qianling din sudul provinciei Shaanxi și nord-vestul provinciei Hubei, spre sud prin provincia Sichuan până în sud-estul Regiunii Autonome Tibet și provincia Yunnan). Subspecia propusă Nucifraga hemispila yunnanensis (din Yunnan, sudul Chinei) este inclusă în subspecia macella.[11][12][14]
- Nucifraga hemispila interdicta O. Kleinschmidt & Weigold, 1922 (sin. Nucifraga caryocatactes interdicta) - cuibărește în estul Chinei (sud-vestul provinciei Liaoning spre sud până în provincia Shanxi, nordul  provinciei Hebei și provincia Henan).[11][12][14]
- Nucifraga hemispila owstoni C. Ingram, 1910 (sin. Nucifraga caryocatactes owstoni) - cuibărește în Taivan.[11][12][14]

Subspecia Nucifraga caryocatactes multipunctata a speciei Nucifraga caryocatactes este în prezent ridicată în rang de specie Nucifraga multipunctata Vigors, 1831 (alunar cu pete mari), ea cuibărește din estul Afganistanului (nord-estul provinciei Paktia și provincia Nuristan), nordul și vestul Pakistanului (Fort Sandeman la nord de-a lungul lanțului muntos Suleiman, Chitral, Gilgit, Baltistan) și Cașmir (valea Sind Valley, Kishtwar, Badrawar) spre est în nord-vestul Indiei (la est până la Lahul, în Himachal Pradesh) și, eventual în regiunea adiacentă din sud-vestul extrem al Regiunii Autonome Tibet.

## Arealul
Alunarul cu cele patru subspecii sunt recunoscute în prezent (Nucifraga caryocatactes caryocatactes, Nucifraga caryocatactes macrorhynchos,  Nucifraga caryocatactes japonica și  Nucifraga caryocatactes rothschildi) este răspândită din sudul Franței prin Europa spre est până în Ural și în Kazahstan, Mongolia, Siberia, Kamceatka, nordul Chinei, Coreea și Japonia.
Este o specie indigenă în: Afganistan, Albania, Austria, Bielorusia, Belgia, Bhutan, Bosnia și Herțegovina, Bulgaria, China, Coreea de Nord, Coreea de Sud, Croația, Republica Cehă, Danemarca, Elveția, Estonia, Finlanda, Franța, Germania, Grecia, Ungaria, India, Italia, Japonia, Kazahstan, Kârgâzstan, Letonia, Liechtenstein, Lituania, Macedonia  (din fosta Republică Iugoslavă), Mongolia, Muntenegru, Nepal, Norvegia, Olanda, Pakistan, Polonia, România, Federația Rusă (în partea europeană, central-asiatică și est-asiatică a Rusiei), Serbia, Slovacia, Slovenia, Spania, Suedia, Ucraina.
Apariții accidentale a fost înregistrate în: Iran, Luxemburg, Portugalia, Siria, Turcia, Marea Britanie, Republica Moldova.
În România trăiește subspecia nominată Nucifraga caryocatactes caryocatactes care este o subspecie sedentară, întâlnită în pădurile de conifere din zonele montane din Carpați; toamna și iarna se întâlnește și în cele de foioase (cu fag). Iarna coboară după hrană în văi mai adăpostite. În timpul iernii, apare uneori subspecia siberiană Nucifraga caryocatactes macrorhynchos. 
În Republica Moldova, alunarul este oaspete de iarnă, care apare în mod neregulat toamna târziu și în timpul iernii. Pentru prima dată a fost văzut în noiembrie 1980 într-o grădina din satul Scoreni. Ulterior a fost observat și alte locuri, inclusiv în orașul Chișinău (în 2008 de Ion Grosu, iar în anul 2009 a avut loc o invazie în oraș, păsările s-au menținut din ianuarie până în luna martie) și Tiraspol.

## Descrierea

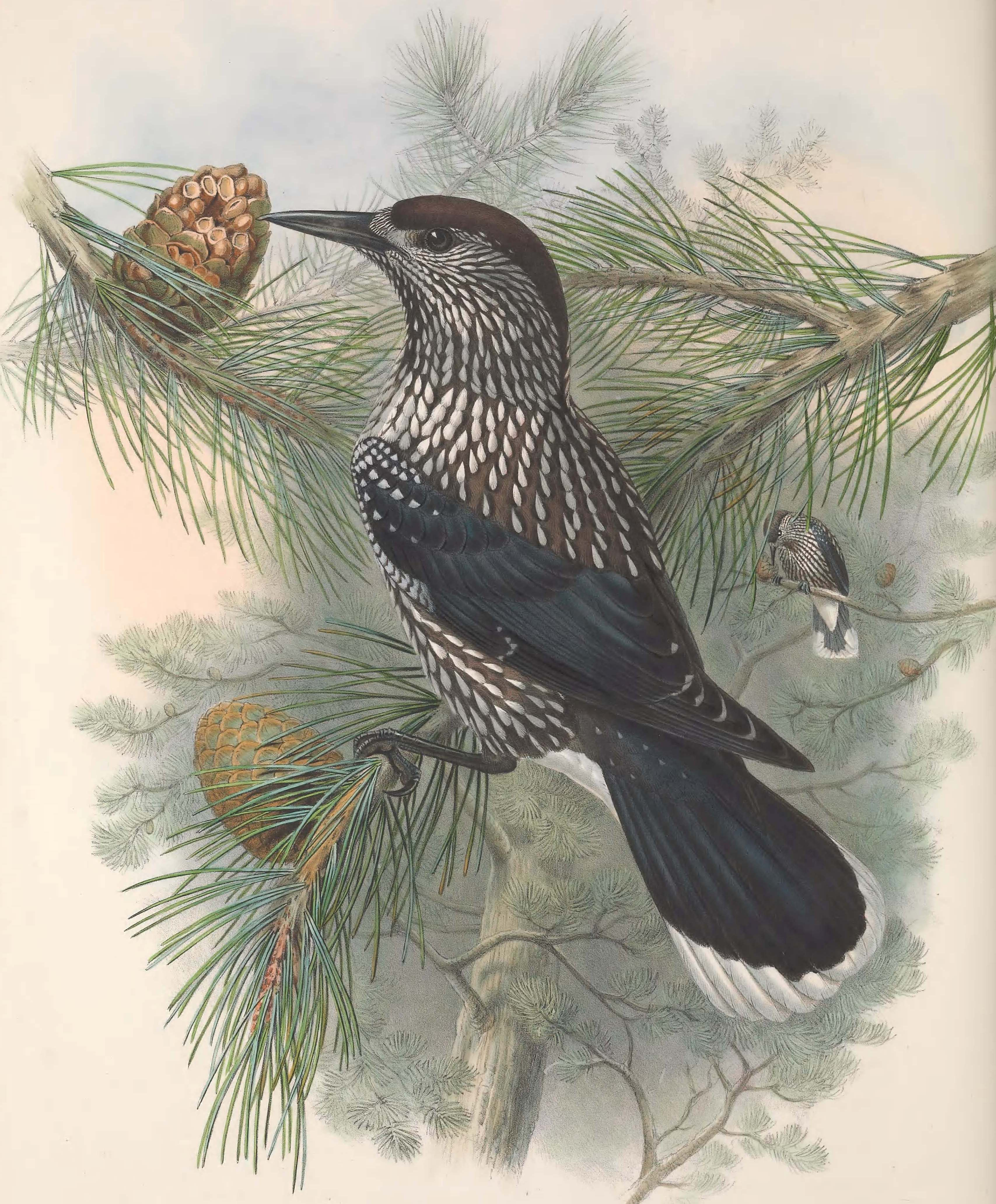
Alunarul (Nucifraga caryocatactes) după John Gould (1873)

Este o corvidă de talie medie, de mărimea unei gaițeă (Garrulus glandarius), cu aripile destul de mari, coada relativ scurtă, ușor rotunjită la colțuri, și cu un penaj distinctiv pătat (dar care arată întunecat de la distanță mai mare). Are o lungimea 32-34 cm și o greutatea de 124-220 g; anvergura aripilor 52-58 cm. La subspecia nominată: lungimea aripei este de 17,3-19,5 cm, lungimea cozii 11,5-13,6 cm, tarsul 4-4,5 cm, lungimea ciocului 3,9-5,2 cm.
Sexele sunt asemănătoare și nu se pot diferenția după culoarea penajului, însă talia și greutatea masculului este ușor mai mare.
Subspecia nominată are creștetul și ceafa de culoare intens brun-închisă, mai închisă pe partea anterioară a creștetului. Lorul (lorum) este alb. Laturile capului, gâtului și cea mai mare parte a penajului corpului (spatele, scapularele și pieptul) brun-închise, presărate cu pete abundente de culoare albă, mai dense pe laturile capului, obrajii par a fi albicioși; pete mai mari dar mai distanțate pe penele scapulare, piept și flancuri, care formează linii confluente albe. Târtița și tectricele supracaudale uniform colorate cu brun închis, fără pete albe. Partea posterioară a abdomenului și tectricele subcodale pur albe. Aripile negre lucioase, tectricele tivite pe vârfuri cu alb (mai ales pe supraalare mici). Parte inferioară a aripii este similară. Coada de culoare neagră, lucioasă, cu vârfurile penelor tivite lat cu alb, albul devenind mai întins spre rectricele laterale, dar este mai îngust pe perechea mijlocie de rectrice; albul este și mai extins de dedesubtul cozii, care este aproape în întregime albă, cu negrul vizibil doar ca o bandă îngustă la baza cozii atunci când coada este nedesfăcută. Irisul de culoare brun închisă. Picioarele sunt relativ scurte și negricioase. Ciocul negru (sau ardeziu închis), masiv și puternic, relativ lung,  are o formă conică cu vârful ascuțit și este acoperit la baza sa cu scurte și dense, de culoare albicioasă.

## Habitatul

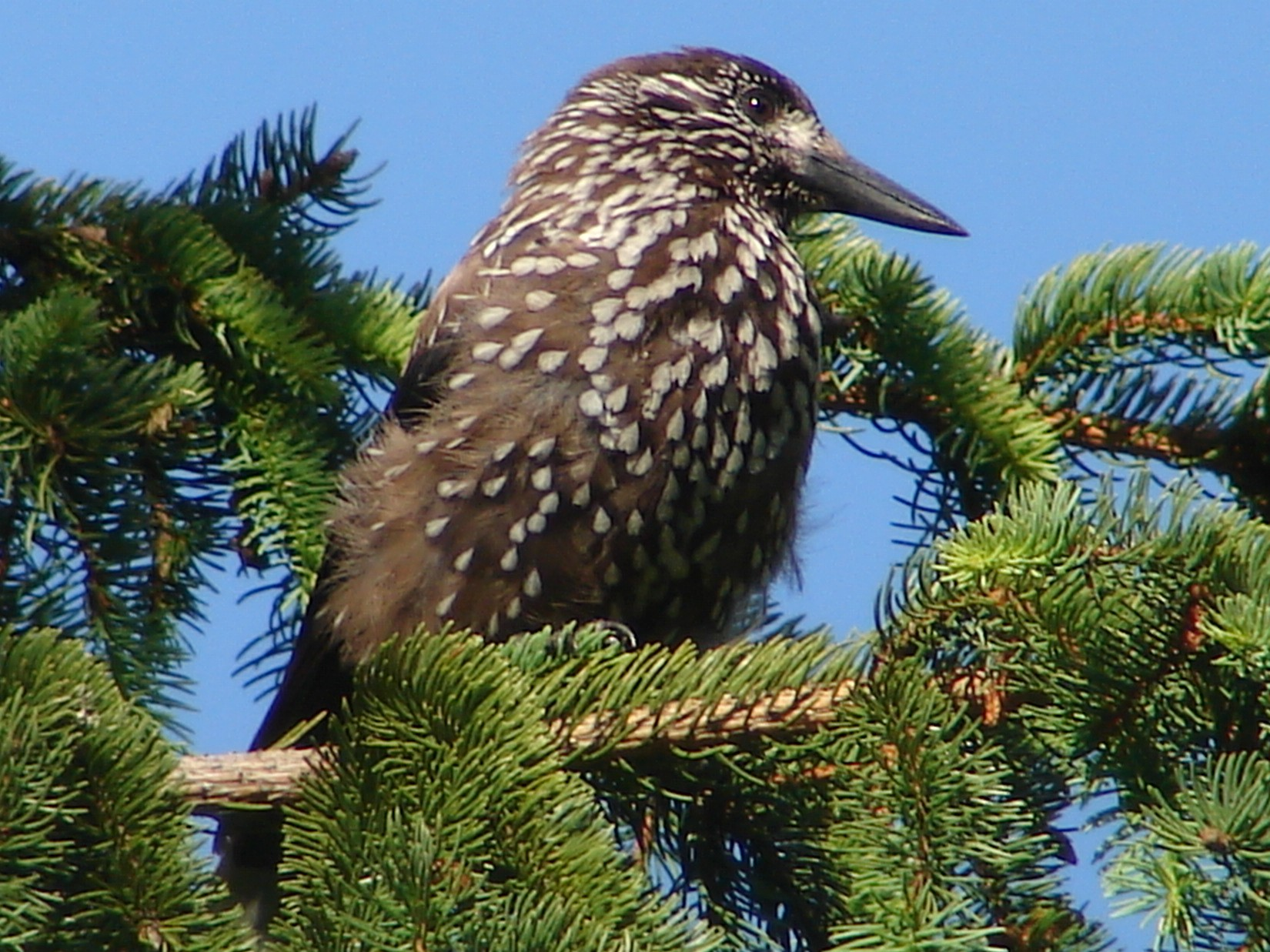

Trăiește în păduri de conifere și păduri mixte de conifere și mesteacăn (Betula) unde predomină coniferele; se găsește de la regiunile joase din taiga până la 4000 m în Nepal.
În Europa continentală se găsește în special în pădurile montane, mai ales unde pădurile sunt fărâmițate prin defrișări și pajiști alpine. Habitatul principal din Europa este alcătuit din pădurile de molid (Picea abies) și zâmbru (Pinus cembra); sunt de asemenea importante pădurile mixte de brad (Abies alba), pin silvestru (Pinus sylvestris), pin negru (Pinus nigra) și pin macedonian (Pinus peuce), mai ales dacă este prezent și alunul (Corylus).
Populațiile siberiene preferă cedrii (Cedrus) și zâmbrul siberian (Pinus sibirica), cele din est (din Kamceatka spre sud până în Japonia) sunt legate de pinul pitic siberian (Pinus pumila) și bradul de Sahalin (Abies sachalinensis). În Tian-Șan, preferă molidul de Tian-Șan (Picea tianschanica). Populațiile himalaiene trăiesc în păduri mixte de smirdar (Rhododendron) și de conifere, cu cedru de Himalaia (Cedrus deodara), pin himalaian (Pinus excelsa), brad vest-himalaian (Abies pindrow), brad est-himalaian (Abies spectabilis) și molid vest-himalaian (Picea smithiana).
Nu este întotdeauna limitată la pădurile de conifere; în timpul invaziilor periodice în Europa a populațiilor din Siberia, pot apărea într-o gamă extrem de largă de habitate, de la grădini și parcuri suburbane până la insule foarte mici din apropierea țărmului și oaze de deșert.

## Hrana

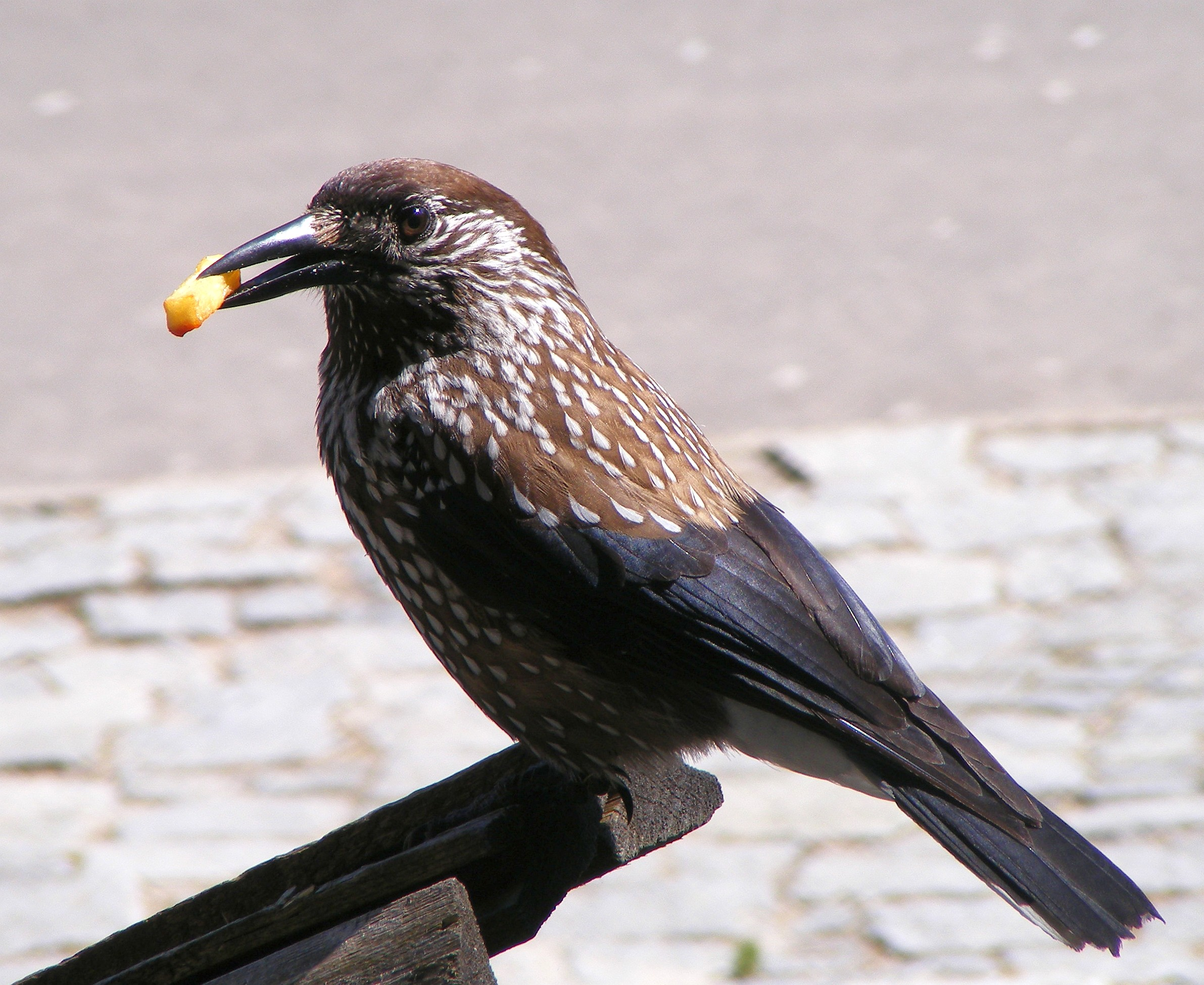

Hrana principală în cea mai mare parte a anului și în cea mai mare parte a arealului este formată din semințele (coconarii) de pin, în special cele de zâmbru siberian; consumă și semințele altor specii de conifere, precum și alune, ghinde, castane sau jir, în special cele de alun. Primăvara și la începutul verii consumă diverse nevertebrate, inclusiv râme (Lumbricidae), urechelnițe (Dermaptera), păianjeni (Araneae), lăcuste (Orthoptera), bondari (Bombus) și viespi (Vespidae); mai rar se hărănește cu rozătoare mici și păsări mici.
Este un consumator specializat de semințe de pin și de alune, având o crestă proeminentă în interiorul bazei mandibulei inferioare care servește ca instrument ideal pentru spargerea acestora; de asemenea, ține conurile coniferelor și altor fructe sub picior și ciocănește în ele cu ciocul.
Este un strângător pasionat de alune și semințe de pin, pe care le depozitează în cantități mari pentru iarnă pe teritoriul său, transportându-le într-o pungă sublinguală specială aflată sub baza limbii pe care le ascunde în mai multe locuri tăinuite de la baza copacului, în spatele mușchilor de pe stânci, în scobiturile din scoarța copacului, sau pur și simplu pe pământ lângă o stâncă mică sau lângă un copac tânăr. 
Unele specii de conifere nu au un înveliș aripat pe semințe (care ajută semințele să planeze în aer, servind astfel la răspândirea lor), acești copaci se bazează pe alunari pentru dispersarea semințelor; în mod evident, de această formă de interdependență sau mutualism beneficiază atât coniferul, cât și pasărea.

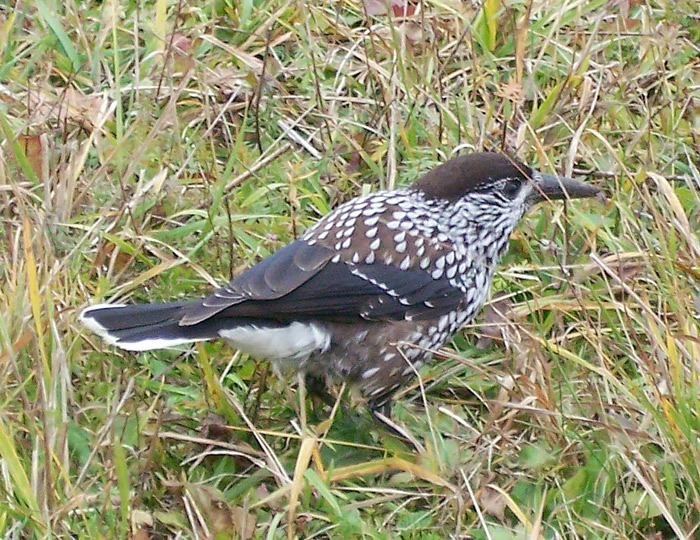

Folosește mai multe tehnici de vânătoare, mai ales când este departe de habitatul obișnuit în timpul invaziilor. Stă sus pe un copac mic, aruncându-se spre pământ așa cum fac sfrânciocii (Laniidae), sau se agață de trunchiul unui copac pentru a scormoni în scorbură scoarței în felul ciocănitorilor (Picidae); urmează tractoarele care ară, prinzând neîndemânatic furnicile zburătoare (Formicidae) în aer sau planează pe loc pentru a culege alunele; zboară pe loc peste locuri deschise căutând lăcuste.
Se teme puțin de oameni, mai ales în timpul invaziilor; mănâncă capetele peștilor din capcanele pescarilor și pătrunde chiar în casele locuite ale oamenilor sau participă la picnicuri, acceptând tot felul de resturi menajere, de la prăjituri și pateuri până la arahide.
Caută hrana printre frunzișurile coniferelor, zburând jos cu viteză de pe un copac pe altul, desfăcându-și adesea coada după aterizare (pentru a expune tivitura alba a ei); se hrănește și pe pământ la baza tulpinii coniferelor. Între perioadele intense de căutare a hranei sau de ciocănire a conurilor coniferelor se plimbă, se deplasează prin salturi sau țopăie.
De obicei trăiește în perechi sau în grupuri familiale; dar formează în timpul invaziilor periodice cârduri mari, care ajung până la 200 sau mai mulți indivizi.

## Reproducerea

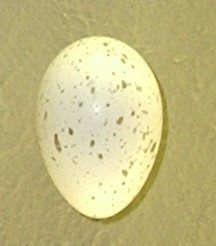
Oul

Cuplurile formate sunt de lungă durată și pereche rămâne împreună toată viața; partenerii stau împreună pe tot parcursul anului. Este un cuibăritor solitar. În sezonul de împerechere masculul și femela se cheamă cu sunete unul pe altul pentru a-și întări relația, amândoi fiind teritoriali și apărându-și teritoriul care se întinde de obicei pe 8-12 hectare. 
Reproducere începe chiar și atunci când pământul este acoperit de un strat de  zăpada mare; depunerea ouălor începe în a treia săptămână a lui martie în Suedia, chiar mai devreme în Europa  Centrală, unde doi juvenili au fost găsiți la sfârșitul lui ianuarie (probabil au eclozat la sfârșitul lui decembrie) în Elveția; perioada de vârf a depunerii ouălor are loc în prima săptămână a lui aprilie în sud-estul Franței și chiar la sfârșitul lui martie în Balcani; în vestul Himalaiei perioada principală a depunerii ouălor pare a fi sfârșitul lunii februarie, iar în vestul Siberiei mijlocul lui aprilie; în Japonia, majoritatea cuiburilor conțin ouă la începutul lui aprilie.
Cuibul este construit de ambele sexe, necesitând 5-12 zile până la finalizare, și este căptușit în principal de către femelă; este un cuib de corvidă tipic, făcut dintr-o mulțime de rămurele și crengi, împletite cu mlădițe de mur (Rubus) și licheni, interiorul în formă de cupă adâncă este căptușit cu materiale vegetale moi, inclusiv cu puful semințelor de salcie (Salix), mușchi și licheni, și este amplasat la circa 6 m de la sol aproape de trunchiul principal al unui conifer.
Ponta constă din 2-5 ouă, de obicei 3 sau 4; incubația durează 16-18 zile și este asigurată de ambele sexe, în principal de femelă (aproximativ două treimi din perioada incubației).
Puii sunt hrăniți de ambii părinți și rămân în cuib circa 23 de zile; ei rămân în grupuri familiale timp de până la 3 luni după părăsirea cuibului. La începutul lunii iulie cele mai multe familii se destramă, juvenilii își înființează propriile teritorii în care trebuie să-și strângă suficiente provizii de semințe de pin și alune pentru a se hrăni în timpul iernii care se apropie.

## Deplasări sezoniere
Cele mai multe populații sunt în esență sedentare, dar unele, mai ales atunci când fac provizii de alune pentru iarnă, se deplasează până la 15 km spre locuri mai joase sau în văi mai adăpostite în căutarea tufișurile de aluni. În iernile severe populațiile japoneze coboară în zonele joase. Este în principal sedentar în centrul și estul Europei, Himalaia, Tian-Șan, nordul Chinei și Taivan.
Populațiile subspeciei macrorhynchos care trăiesc în taiga suferă periodic din cauza lipsei semințelor de pin (astfel de perioade cu productivitate mică de semințe au loc adesea după mai mulți ani cu producție bună a acestora, în care populațiile de alunari o duc bine), forțând un număr mare de alunari care cuibăresc în Siberia să se disperseze pe distanțe mari în căutarea hranei, invadând regiunile calde și temperate din Europa.
Au avut loc circa 25 de invazii ale acestei specii în Europa în ultimii 250 de ani, de la prima menționare a invaziei din 1733. Una dintre cele mai recente invazii, cea din 1968, a fost una dintre cele mai spectaculoase și bine documentate: mai multe mii de alunari au fost observați că se deplasează spre sud de-a lungul malurilor lacului Baikal, zilnic de la sfârșitul lui iulie până la începutul lui august, cârdurile ajungând în Deșertul Gobi și nordul Kazahstanului, dar majoritatea deplasărilor au fost spre vest și sud-vest, mii de păsări invadând Europa dinspre est începând cu sfârșitul lui iulie. Un număr de 10.800 de alunari au trecut prin nord-estul Germaniei la începutul lunii august, 6000 au fost raportați în Olanda, 800 în Belgia și 300 în Insulele Britanice, mai mulți indivizi ajungând în Portugalia și nord-vestul Africii (câțiva indivizi a subspeciei nominate au fost de asemenea identificați în afara arealului lor în timpul invaziei, care fără îndoială s-au alăturat cârdurilor de migranți care se deplasau prin locurile lor). Recuperarea păsărilor inelate a arătat că unii indivizi ai subspeciei macrorhynchos care au ajuns în vest s-au întors, astfel un individ inelat pe litoralul Kaliningradului (vestul Rusiei) pe 1 august a fost recuperat 2 săptămâni mai târziu la 2500 km la est. Cu toate că numai un număr mic din indivizii care au invadat Europa iernează în acest continent și doar câțiva au fost observați în timpul migrației de primăvară de reîntoarcere în locurile natale, câteva perechi s-au stabilit în Danemarca, Belgia și Olanda unde au cuibărit timp de mai mulți ani după invazia din 1968.
Este considerat un rătăcitor (accidental) rar în Spania, Portugalia, nord-vestul Africii, Turcia, Georgia, Azerbaidjan, Iran și în sudul insulei Kyushu (Japonia).

## Statutul și conservarea
Specia nu este amenințată cu dispariția la nivel global. În unele locuri este comună. În întreagul areal vast al său este o pasăre relativ vizibilă, dar caracterul izolat al habitatul său dă o impresie falsă a abundenței sale relative. În general, numărul său fluctuează în funcție de cantitatea de semințe de pin disponibile la sfârșitul verii.
A crescut numărul lor în majoritatea țărilor europene, parțial datorită creării unor plantații mari de conifere începând cu anii 1930, precum și unui număr relativ mic de alunari care au rămas după invazia din 1968 și au colonizat ținuturi noi (Danemarca, Belgia și Olanda). A cuibărit în cel puțin trei locuri în 1969-1971 în Olanda și au fost găsite până la 10 perechi în perioada 1989-1994 în Danemarca. În alte părți ale arealului său vast este considerat în general destul de comun în habitatele adecvate; în Japonia este rar și relativ puțin cunoscut, cu excepția iernii, când părăsește Alpii japonezi și coboară în locuri mai joase.
După BirdLife International 2015 populația cuibăritoare din Europa, este estimată la 370.000-1.100.000 perechi, ceea ce echivalează cu 739.000-2.200.000 de indivizi maturi . Europa formează 15% din arealul global, deci o estimare foarte preliminară a mărimii globale a populației este de 4.925.000-14.670.000 indivizi maturi, dar este necesară validarea ulterioară a acestei estimări. Estimările populațiilor naționale din 2009 includ: 10.000-100.000 perechi cuibăritoare în China; 100-10.000 perechi cuibăritoare în Coreea; 100-10.000 perechi cuibăritoare în Japonia. 
În România se estimează a fi prezente un număr de 50.000-100.000 de perechi cuibăritoare, acestea reprezentând alături de cele din Rusia cele mai mari populații din Europa.
Se presupune că populația este în declin, de ex. datorită distrugerii pădurilor în Taivan. În Europa, trendul dintre 1980 și 2013 a fost stabil (EBCC 2015).
Populațiile cuibăritoare din țările europene după BirdLife International 2015
| Țara                  | Populația estimată, perechi cuibăritoare |
| --------------------- | ---------------------------------------- |
| Albania               | 100-400                                  |
| Austria               | 15.000-30.000                            |
| Bielorusia            | 1.500-4.000                              |
| Belgia                | 450                                      |
| Bosnia și Herțegovina | 1.000-2.000                              |
| Bulgaria              | 10.000-15.000                            |
| Croația               | 5.000-10.000                             |
| Republica Cehă        | 2.500-5.000                              |
| Estonia               | 5.000-10.000                             |
| Finlanda              | 2.000-3.500                              |
| Franța                | 4.000-8.000                              |
| Germania              | 4.600-8.000                              |
| Grecia                | 50-100                                   |
| Italia                | 8.000-20.000                             |
| Kosovo                | 2.000-3.000                              |
| Letonia               | 2.683-33.722                             |
| Liechtenstein         | 40-60                                    |
| Lituania              | 3.000-8.000                              |
| Macedonia             | 500-2.000                                |
| Muntenegru            | 300-500                                  |
| Norvegia              | 835-1.935                                |
| Polonia               | 3.000-5.000                              |
| România               | 50.000-100.000                           |
| Rusia                 | 210.000-770.000                          |
| Serbia                | 750-860                                  |
| Slovacia              | 3.000-6.000                              |
| Slovenia              | 3.800-5.200                              |
| Suedia                | 7.200-14.000                             |
| Elveția               | 20.000-30.000                            |
| Ucraina               | 3.300-3.600                              |
| Uniunea Europeană     | 124.000-272.000                          |
| Europa                | 370.000-1.100.000                        |